# Treinta segundos de amor
Treinta segundos de amor es una película de Argentina en blanco y negro dirigida por Luis Mottura según el guion de Julio Porter sobre la obra de Aldo de Benedetti que se estrenó el 13 de febrero de 1947 y que tuvo como protagonistas a Mirtha Legrand, Roberto Escalada, Diego Martínez, Felisa Mary y Miguel Gómez Bao.

## Sinopsis
Una joven que atropelló a un muchacho acepta besarlo durante medio minuto para no pagar una elevada indemnización.

## Reparto
- Mirtha Legrand ... Graciela Grajales
- Roberto Escalada ... Galván
- Diego Martínez ... Comandante
- Miguel Gómez Bao ... Don Aníbla
- Hugo Pimentel ... Julio Cazón
- Mariana Martí ... Gertrudis
- María Esther Podestá ... Juana
- Felisa Mary ... Leonor
- Pablo Acciardi
- Ivonne Lescaut
- Amadora Gerbolés
- Mary Encinas

## Comentarios
Para Roland es una “comedia intrascendente, pero de una intrascendencia extrema, próxima a la tontería.” 
Calki escribió acerca del filme:

”La comedia se sirve con la intención frenada y sin salirse casi de su envase original…se anima un poco al enfrentarse con la situación central y recoge situaciones risueñas”.